# Мухар
Мухар је градско насеље у Београду, које се налази на територији општине Земун.

## Локација
Мухар је сконцентрисан око трга Бранка Радићевића. Географски, ово насеље је мала, уска долина између брда и околних насеља и простире се од Гардоша на северу до Ћуковца на југу. Насеље формира везу између два већа насеља, Доњи Град ка југу и насеља Горњи Град ка северу.

## Историја
Мухар је добио име по Ивану Мухару (1867-1966), једном од најпознатијих земунских трговаца у периоду пре Другог светског рата. Почео је као приправник, а касније је отворио и своју продавницу на тргу и, како је пословања расло, касније је изградио и вилу (кућа Иване Мухара), која данас спада у једну од главних знаменитости Земуна. Након тога, цео простор око трга постао је познат као Мухар. Данас, трг званично носи име Бранка Радичевића, по српском романтичарском песнику из 19. века.

## Карактеристике
Мухар је једна од главних земунских раскрсница. Ово подручје означава крај улице Главна, која је, као што јој и само име говори, главна земунска улица. Кроз улице „Карамантина“ и „Његошева“ на истоку, насеље је повезано са Земунским кејом, а на северозападу се преко улица Цара Душана и „Добановачка“ протеже до насеља Горњи Град. Мухар је преузак за повећи интензитет саобраћаја који се одвија у овом делу земуна, тако да су на овом подручју честе саобраћајне гужве.
На територији насеља Мухар се налазе Опера и тетар Мадленијанум. Цело ово подручје са насељима Гардош, Мухар и Ћуковац је познато по својој великој мрежи лагума и подземних ходника. До сада је откривено 73 дугачких коридора и још много мањих. Најдужи од њих дугачак је 96 метара.